# Jiřice u Miroslavi
Jiřice u Miroslavi là một làng thuộc huyện Znojmo, vùng Jihomoravský, Cộng hòa Séc.